# Кук, Дарвин
Дарвин Кук (англ. Darwyn Cooke; 16 ноября 1962, Торонто, Онтарио, Канада — 14 мая 2016, Флорида, США) — канадский художник и писатель.

## Ранние годы
Кук родился в Торонто 16 ноября 1962 года. Его отец работал строителем, а позже руководил профсоюзом.
Интерес Кука к созданию комиксов возник после просмотра «Бэтмена» с Адамом Уэстом в главной роли. Бабушка Кука сохранила некоторые из его самых ранних рисунков Бэтмена и Робина, которые он нарисовал в 5 лет. Дарвин сохранил их после её смерти.
Желание Кука стать художником возникло в 13 лет после прочтения Spectacular Spider-Man #2.
Кук учился в колледже имени Джорджа Брауна, но был исключён через год.

## Личная жизнь
Кук женился на Марше Стэгг в Лас-Вегасе в ноябре 2012 года и жил в западной Флориде.
Его любимым фильмом был «Волшебник страны Оз».

## Награды

### Eisner Awards
- Best Finite Series/Limited Series — 2005 — DC: The New Frontier
- Best Single Issue/Single Story — 2006 — Solo #5
- Best Single Issue/Single Story — 2007 — Batman/The Spirit #1
- Best Graphic Album: Reprint — 2007 — Absolute DC: The New Frontier
- Best Publication Design — 2007 — Absolute DC: The New Frontier
- Best Adaptation from Another Work — 2010 — Richard Stark’s Parker: The Hunter
- Best Writer/Artist — 2011 — Richard Stark’s Parker: The Outfit
- Best Graphic Album: Reprint — 2012 — Richard Stark’s Parker: The Martini Edition
- Best Short Story — 2012 — Richard Stark’s Parker: The Martini Edition
- Best Adaptation from Another Medium — 2013 — Richard Stark’s Parker: The Score
- Best Adaptation from Another Medium — 2014 — Richard Stark’s Parker: Slayground
- Best Letterer/Lettering — 2014 — Richard Stark’s Parker: Slayground
- Best Cover Artist — 2015

### Harvey Awards
- Best Artist or Penciller — 2005 — DC: The New Frontier
- Best Continuing or Limited Series — 2005 — DC: The New Frontier
- Best Graphic Album of Previously Published Work — 2007 — Absolute New Frontier
- Best Cartoonist (Writer/Artist) — 2008 — The Spirit
- Best Cartoonist (Writer/Artist) — 2010 — Richard Stark’s Parker: The Hunter
- Best Artist or Penciller — 2011 — Richard Stark’s Parker: The Outfit
- Best Cartoonist (Writer/Artist) — 2011 — Richard Stark’s Parker: The Outfit
- Best Graphic Album of Original Work — 2013 — Richard Stark’s Parker: The Score
- Harvey Awards Hall of Fame — 2017 (посмертно)[5]

### Joe Shuster Awards
- Outstanding Cartoonist (writer and artist) — 2005 — DC: The New Frontier
- Outstanding Artist — 2007 — Batman/The Spirit #1
- Outstanding Cartoonist (writer and artist) — 2007 — The Spirit #1
- Outstanding Writer — 2007 — Superman Confidential #1-2
- Outstanding Cover — 2010 — Richard Stark’s Parker: The Hunter